# Club de voleibol femenino AEK
Club de voleibol femenino AEK es la sección de voleibol femenino del principal club polideportivo griego AEK. El club fue fundado en 1995 y ha ganado un Campeonato de Grecia (2011-12), una Copa de Grecia (2022-23) y una Supercopa de Grecia (2011-12).
El 11 de marzo de 2023 el club ganó su primera Copa de Grecia, venciendo al Panathinaikos en Arta. Este fue el tercer título nacional de la máxima categoría para la sección femenina.   

## Historia
El club de voleibol femenino fue fundado originalmente en 1930, pero se disolvió años después. Se fundó de nuevo en 1995, después de la unión con el grupo Alsoupolis (ing. Alsoupolis group) y participó por primera vez en el campeonato local de Atenas. En los primeros años, los departamentos de voleibol del AEK estaban ubicados en la sala cerrada Leontios en Patisia, y desde 1989 en la sala histórica Georgios Mossos. El club fue avanzando gradualmente hacia la A1 Ethniki. Sin embargo, no fue bien preparada para la participación en la división profesional y fue eliminada.
En la temporada 2003–04 el club compitió en la 2a liga profesional. El AEK promocionó hacia la A1 Ethniki después de la victoria en la 2a liga profesional en la temporada 2005–06.
En la temporada 2011–12 el AEK ganó la A1 Ethniki por primera vez en su historia, ganando contra el Panathinaikos. También ganó la Supercopa de Grecia en 2011–12 contra el Olympiakos.

## Honores y títulos

### Competiciones nacionales
- A1 Etnias
  -  Ganadores (1) : 2011-12
  -  Subcampeón (2) : 2012–13, 2013–14
- Copa de Grecia
  -  Ganadores (1) : 2022-23
  -  Subcampeón (1) : 2023-24
- Supercopa de Grecia
  -  Ganadores (1) : 2011-12
- Premier League griega
  -  Ganadores (1) : 2019-20

### Competiciones europeas
- ● Copa Challenge Femenina de la CEV
  - Cuartos de final (1) : 2011-12

## Ex entrenadores famosos
- Apostolos Oikonomou
- Manolis Roumeliotis
- Yunus Okal

## Patrocinios
- Patrocinador principal: Escape Car Rentals
- Fabricante oficial de ropa deportiva: Macron
- Patrocinador oficial: Meridian Sport[11]
- Emisora oficial: N/A